# هر جا (ترانه ریتا اورا)
«هر جا» (به انگلیسی: Anywhere) ترانه‌ای از خوانندهٔ بریتانیایی ریتا اورا از دومین آلبوم استودیویی وی تحت عنوان ققنوس (۲۰۱۸) می‌باشد.